# ماري أندرسون (كاتبة)
ماري أندرسون (بالإنجليزية: Mary Anderson)‏ هي كاتبة للأطفال وكاتِبة أمريكية، ولدت في 20 يناير 1939 في نيويورك في الولايات المتحدة.